# 蘇格蘭勇士
《蘇格蘭勇士》是蘇格蘭的一首愛國歌曲。它曾經在國際賽事上被用來代替蘇格蘭國歌。此曲的曲调大約出現在19世紀， 在當時就有使用现名。目前傳唱的歌詞大概在1950年代由記者克立夫‧漢立（Cliff Hanley）作詞，並由歌手羅伯特‧威歐森（Robert Wilson）傳唱。2006年后，皇家苏格兰军团採用該曲作為急行軍時的進行曲。
蘇格蘭足球代表隊在1982和1986世界盃足球賽都使用蘇格蘭勇士作為國歌，蘇格蘭之花後來取代蘇格蘭勇士的地位，並且也被蘇格蘭國家橄欖球隊拿來替代國歌。
蘇格蘭勇士也是美國管樂隊最喜歡演奏的歌曲之一。

## 非官方國歌
在2006年6月的一場國歌選舉中，該歌曲被10000多人支持作為國歌，同時也是人們第二喜愛的非官方國歌，僅次於《蘇格蘭之花》。 這首歌以前在英聯邦運動會代替蘇格蘭的國歌做代表歌曲，直到2010年德里運動會舉辦時才由《蘇格蘭之花》接手。